# Marcel Hordenneau
Marcel Hordenneau, né le 1er mai 1922 à Olonne-sur-Mer (Vendée) et mort le 20 avril 2020 aux Sables-d'Olonne (Vendée), est un résistant français,. Il a témoigné toute sa vie de ce qu'il a vécu dans le bagne de Griebo (lieu de déportation situé au sud-ouest de Berlin sur l'Elbe, près de Wittemberg et de Coswig (Anhalt)), prison s'apparentant à un camp de concentration.
Il a contribué à la mémoire collective en témoignant de son histoire et de son vécu auprès des jeunes apprentis, lycéens et collégiens de sa région.

## Biographie
De son mariage avec Micheline, ils ont eu ensemble trois enfants, onze petits-enfants et seize arrière-petits-enfants. Marcel a 18 ans lorsque les nazis prennent Brest en 1940. À 21 ans, il doit faire le service du travail obligatoire (STO). Il doit donc partir en Allemagne mais il se cache puis essaie de rejoindre l'Angleterre par des réseaux de résistants. Sur place, il risque d’être dénoncé. Gachelin, un résistant, essaie de lui trouver un endroit où se cacher, sans succès. L'oncle d'une amie possède un café à Quimperlé qui pourrait constituer une étape avant d’aller vers Londres ; sa tante, craintive et consciente du danger de le loger, refuse. Aucune piste ne lui permet d’intégrer une filière clandestine. Marcel décide alors de revenir à Olonne-sur-mer où un certain Émile Marchand dit Milo, un voisin cheminot parisien aux sentiments communistes, pourrait l'aider (sans succès) à entrer en contact avec la résistance intérieure.
Il se retrouve en juin 1943 à Stettin en Poméranie en Pologne, une importante base de sous-marins allemands de la Kriegsmarine. Il doit fabriquer des pièces pour les sous-marins allemands. Il essaye de saboter un maximum les pièces sans se faire remarquer. Dans les WC, il montre son opposition au régime hitlérien : « À bas Hitler à bas Laval, vive de Gaulle, vive Giraud. Celui qui de ses mains bâtit ce lieu malpropre a fait pour les humains mieux qu’Hitler pour l’Europe ». Il écrit certaines lettres envoyées à un membre de la Résistance en France où il décrit les numéros des sous-marins ainsi que le trafic dans le port. Malheureusement, les lettres ont été interceptées par la Gestapo. Arrêté le 23 octobre 1943 au matin par la Gestapo locale, il est accusé de trahison envers l'Allemagne nazie et de terrorisme. Il est torturé pendant des interrogatoires de longs mois durant, il en garde encore des cicatrices : « Je me suis retrouvé les pieds à 10 ou 20 cm du sol. À chaque fois qu'il frappait, je me balançais. J'avais l'impression que la peau du crâne se décollait. J'ai dû m'évanouir ». Il se rend compte également que les Allemands le soupçonnent d'être un agent infiltré. Heureusement, le procureur a mal lancé l'accusation. Par conséquent, au lieu de subir la peine capitale par décapitation, il est condamné à 3 ans de travaux forcés au bagne de Griebo.
Il est donc transféré au camp nazi de Griebo. Il doit apprendre son numéro de matricule en allemand, il ne doit pas s'écrouler à l'appel sinon les gardiens l’emmènent dans les fours crématoires. Son travail est de décharger des déchets chimiques brûlants. En peu de temps, il se met à cracher du sang, il est fatigué. Un jour, il s’écroule, et deux kapos jouent littéralement au ballon avec son corps décharné. Beaucoup de ceux qui allaient à l’infirmerie n'en revenaient pas. Il voyait les fumées s’échapper des fours crématoires. Il s’enfuit de l’infirmerie. Le lendemain matin, un vieux soldat l’emmène dans une fermette où il doit mettre des carottes dans un silo. Quand il approche une carotte de sa bouche, il lui dit « Ja » (« oui » en allemand). Grâce à lui, il a pu se nourrir un peu plus chaque jour. Parfois, il partageait son pain avec lui. Il en partageait même avec les prisonniers mais un jour, alors qu'il avait accroché des carottes dans son pantalon, une est tombée durant l'appel, il a eu la peur de sa vie.
En mai 1945, à la libération de ce camp, il a une tuberculose et il ne pèse que 42 kg. Après un retour dans sa famille en Vendée, pour sa guérison il doit se rendre dans un sanatorium durant seize mois à Davos, en Suisse.

## Témoignages
Au fur et à mesure des années, Marcel Hordenneau, président de l’Amicale sablaise des déportés, a témoigné de son vécu, son histoire en allant dans différents collèges de Vendée chaque année jusqu'à sa mort. Il racontait son histoire durant deux heures et les collégiens pouvaient poser des questions afin d'en savoir plus. En effet, tout au long de sa vie depuis son retour des camps de la mort, à la fin de la Seconde Guerre mondiale, il a témoigné beaucoup sur sa vie notamment auprès des collèges, média ou bien même sur sa page Facebook sur laquelle il écrivait des blogs. Il souhaitait transmettre un message de paix aux nouvelles générations.

## Ouvrages
Marcel Hordenneau a écrit un premier livre, paru en février 2020 avec le soutien du Centre vendéen de recherches historiques, une biographie où il explique son parcours, le cours de sa vie au bagne de Griebo et comment il s'en est sorti ainsi que sa réintégration dans la vie courante qui a été longue est difficile : 
- Marcel Hordenneau, Déporté survivant des geôles nazies d’épouvante, La Roche-sur-Yon, Centre vendéen de recherches historiques, 2020, 140 p. (ISBN 978-2-911-25398-0)

Il a écrit un second livre paru après sa mort, en septembre 2020 :
- Marcel Hordenneau et Martial Limouzin (préf. Pierre Mauger), Un siècle avec mon ange gardien, La Roche-sur-Yon, Éditions des Oyats, 2020, 270 p. (ISBN 979-1-094-74420-8).

## Hommages
Le maire des Sables d'Olonne annonce proposer au conseil municipal de nommer un espace public pour lui rendre hommage.
L'école Le Centre aux Sables d'Olonne a été renommée Marcel Hordenneau.